# كارل دوبلر
كارل دوبلر (بالألمانية: Karl Doppler) (و. 1825 – 1900 م) هو ملحن، وموزع (موسيقى) من ألمانيا، والمجر، والنمسا، ولد في لفيف، يستخدم آلات فلوت عرضي، ويستخدم آلات فلوت، توفي في شتوتغارت، عن عمر يناهز 75 عاماً.

## روابط خارجية
- كارل دوبلر على موقع ميوزك برينز (الإنجليزية)
- كارل دوبلر على موقع ديسكوغز (الإنجليزية)